# Vania Stambolova
Vania Stambolova (bulgare : Ваня Стамболова, née le 28 novembre 1983 à Varna) est une athlète bulgare spécialiste du 400 mètres et du 400 mètres haies.

## Carrière
Elle se classe deuxième du 400 mètres des Championnats du monde en salle 2006 de Moscou derrière la Russe Olesya Krasnomovets en établissant un nouveau record national de Bulgarie (50 s 21). Sous la conduite de Georgi Dimitrov, l'ancien entraîneur des sprinteuses Yordanka Donkova et Ginka Zagorcheva, elle remporte son premier titre de championne de Bulgarie dans l'épreuve du 400 mètres haies. Aux Championnats d'Europe de Göteborg début août, Vania Stambolova s'adjuge le titre continental du 400 mètres devant les Russes Tatiana Veshkurova et  Olga Zaytseva, réalisant le temps de 49 s 85. Auteure de la meilleure performance de sa carrière sur le tour de piste quelques jours plus tard lors du Meeting de Rieti avec 49 s 53, elle se classe deuxième de la Coupe du monde des nations 2006 derrière l'Américaine Sanya Richards.
Le 24 janvier 2007 à Budapest, Le TAS confirme pour Stambolova est contrôlée positive à la testostérone  mais n'est pas sanctionnée par sa fédération. Très critique envers cette décision, l'IAAF décide de saisir le Tribunal arbitral du sport. Suspendue provisoirement, tout comme sa compatriote Venelina Veneva, Vania Stambolova écope finalement, après appel, de deux ans de suspension à partir du 10 avril 2007.
En début de saison 2010, la Bulgare se classe troisième de la finale du 400 mètres lors des Championnats du monde en salle de Doha, derrière l'Américaine Debbie Dunn et la Russe Tatyana Firova. Elle remporte la médaille d'argent du 400 m haies durant les Championnats d'Europe de Barcelone (53 s 82, nouveau record national), s'inclinant face à la Russe Natalya Antyukh.
Lors de la coupe continentale à Split, toujours en 2010, elle termine 3e du 400 m haies.
En 2011, Vania Stambolova réalise le 3e temps de l'année en salle sur 400 m en 51 s 27, mais ne termine que 4e des Championnats d'Europe en salle de Paris.

## Palmarès
| Date | Compétition                       | Lieu            | Résultat | Épreuve     | Temps         |
| ---- | --------------------------------- | --------------- | -------- | ----------- | ------------- |
| 2005 | Championnats des Balkans          | Novi Sad        | 1re      | 400 m haies | 58 s 41       |
| 2006 | Championnats du monde en salle    | Moscou          | 2e       | 400 m       | 50 s 21       |
| 2006 | Championnats d'Europe             | Göteborg        | 1re      | 400 m       | 49 s 85       |
| 2006 | Coupe du monde des nations        | Athènes         | 2e       | 400 m       | 50 s 09       |
| 2009 | Championnats d'Europe par équipes | Banska Bystrica | 1re      | 400 m haies | 55 s 86       |
| 2009 | Universiade                       | Belgrade        | 1re      | 400 m haies | 55 s 14       |
| 2010 | Championnats du monde en salle    | Doha            | 2e       | 400 m       | 51 s 50       |
| 2010 | Championnats d'Europe             | Barcelone       | 2e       | 400 m haies | 53 s 82       |
| 2010 | Coupe continentale                | Split           | 3e       | 400 m haies | 54 s 89       |
| 2011 | Championnats d'Europe en salle    | Paris           | 4e       | 400 m       | 52 s 58       |
| 2011 | Championnats d'Europe par équipes | Novi Sad        | 1re      | 400 m       | 50 s 98       |
| 2011 | Championnats d'Europe par équipes | Novi Sad        | 1re      | 400 m haies | 53 s 70       |
| 2011 | Championnats d'Europe par équipes | Novi Sad        | 1re      | 4 × 400 m   | 3 min 37 s 10 |
| 2011 | Championnats des Balkans          | Sliven          | 1re      | 400 m       | 53 s 34       |
| 2011 | Championnats des Balkans          | Sliven          | 1re      | 400 m haies | 54 s 23       |
| 2011 | Championnats du monde             | Daegu           | 6e       | 400 m haies | 54 s 23       |
| 2012 | Championnats du monde en salle    | Istanbul        | 4e       | 400 m       | 51 s 99       |
| 2013 | Championnats des Balkans          | Stara Zagora    | 1re      | 400 m haies | 56 s 21       |
| 2014 | Championnats d'Europe par équipes | Riga            | 1re      | 800 m       | 2 min 01 s 41 |
| 2014 | Championnats d'Europe par équipes | Riga            | 1re      | 4 × 400 m   | 3 min 37 s 04 |
| 2014 | Championnats d'Europe             | Zurich          | 6e       | 800 m       | 2 min 00 s 91 |
| 2015 | Championnats d'Europe par équipes | Stara Zagora    | 2e       | 400 m haies | 58 s 56       |
| 2015 | Jeux mondiaux militaires          | Mungyeong       | 4e       | 400 m haies | 57 s 45       |

## Records
| Épreuve         | Temps         | Lieu     | Date            |
| --------------- | ------------- | -------- | --------------- |
| 200 m           | 22 s 81       | Plovdiv  | 25 juin 2006    |
| 400 m           | 49 s 53 (NR)  | Rieti    | 27 août 2006    |
| 400 m haies     | 53 s 68 (NR)  | Rabat    | 5 juin 2011     |
| 800 m           | 2 min 00 s 91 | Zurich   | 16 août 2014    |
| 300 m (salle)   | 36 s 81 (NR)  | Liévin   | 14 février 2012 |
| 400 m (salle)   | 50 s 21 (NR)  | Moscou   | 12 mars 2006    |
| 800 m (salle)   | 2 min 02 s 03 | Vienne   | 21 janvier 2012 |
| 1 000 m (salle) | 2 min 42 s 76 | Dobritch | 12 février 2014 |